# Empoisonnement au samarium

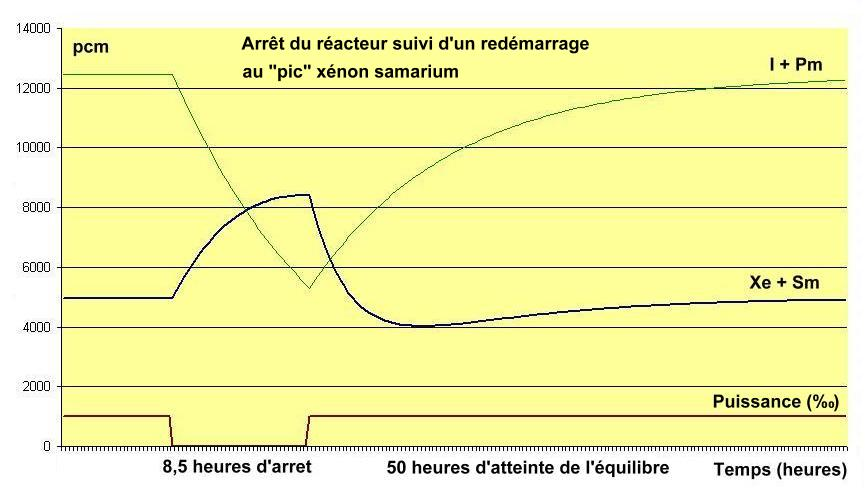
Effet en réactivité d'un arrêt et d'un redémarrage au « pic » xénon + samarium. Le xénon est prépondérant

L'empoisonnement par le samarium 149 est une réduction de la réactivité d'un réacteur nucléaire, provoquée par la capture de neutrons par le samarium 149, un produit de fission stable qui est un poison nucléaire. Il s'agit d'un processus similaire à l'empoisonnement par le xénon 135.
La fission produit du néodyme 149 qui interagit peu avec les neutrons et qui se dégrade avec une demi-vie de 1,728 h  en prométhium 149 qui se désintègre à son tour en samarium 149 avec une période de 53,08 h. Le samarium ainsi formé est un poison neutronique qui présente une section efficace de capture très élevée (41 140 barns).

## Description qualitative
{\displaystyle {\text{Fission}}\ {\xrightarrow[{1{,}09\;\%}]{}}\ ^{149}{\rm {Nd\ {\xrightarrow[{1{,}728\;h}]{\beta }}\ ^{149}{\rm {Pm\ {\xrightarrow[{53{,}08\;h}]{\beta }}\ ^{149}{\rm {Sm\ {\xrightarrow[{\sigma ~=~40\,140\;b}]{+n}}\ ^{150}{\rm {Sm\ }}}}}}}}}

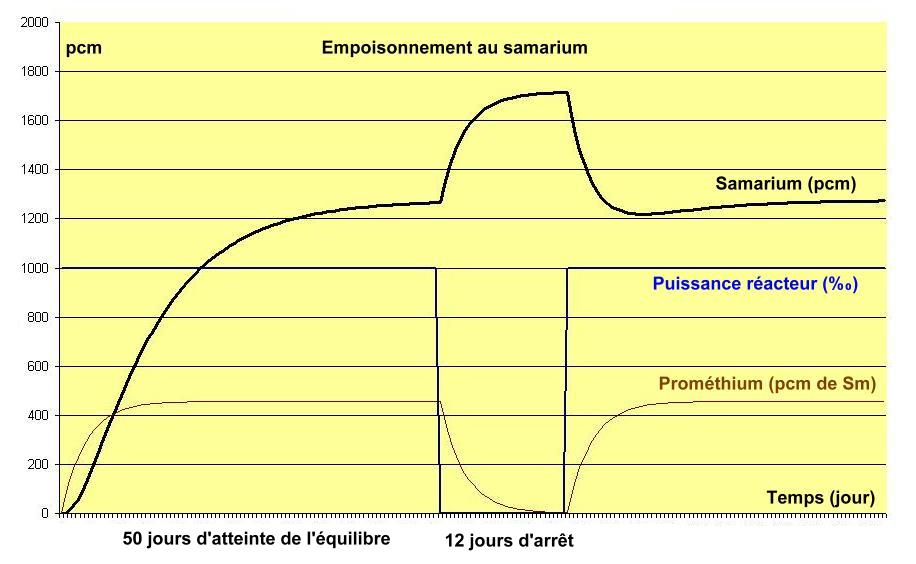
Arrêt et redémarrage au « pic » samarium

En fonctionnement stable prolongé, production et dégradation de ces corps s'équilibrent et une concentration stable s'établit à terme :
- le néodyme 149 est produit par les fissions (donc proportionnellement au flux) avec un rendement de fission de 1,09 %; il disparaît par décroissance radioactive (émission d'un électron de façon à réduire son excès de neutrons) en donnant le prométhium 149
- le prométhium 149 est produit par la transmutation bêta moins du néodyme 149 ; il disparaît par radioactivité bêta moins en donnant le samarium 149
- le samarium 149 (stable) n'est produit que par la désintégration du prométhium 149 ; il n'est pas radioactif et ne disparaît que par capture neutronique sous flux.

En cas d'arrêt du réacteur :
- le néodyme 149 présent dans le cœur cesse d'être produit et se transforme assez rapidement en prométhium
- de même le prométhium se désintègre en samarium 149
- le samarium 149 qui est stable cesse d'être consommé par le flux et en une semaine, la quasi-totalité du néodyme 149 et du prométhium 149 s'est désintégrée en samarium 149 augmentant ainsi l'empoisonnement neutronique du réacteur.

Le processus conduisant à l'empoisonnement du cœur par le samarium 149 est ainsi largement similaire à l'empoisonnement par le xénon 135. Des différences existent cependant :
- Le samarium 149 est stable et ne disparaît que par capture neutronique sous flux ;
- Les vitesses d'évolution des concentrations sont beaucoup plus lentes que dans le cas de l'iode 135 et du xénon 135 ;
- Les quantités de prométhium 149 et de samarium 149 présentes dans le cœur à l'équilibre sont plus importantes que celles de l'iode 135 et le xénon 135. En effet, bien que le rendement de fission du tellure 135 soit supérieur à celui du néodyme 149, les périodes radioactives du néodyme 149 et du prométhium 149 sont plus élevées que celles du tellure 135 et de l'iode 135 ce qui compense et au-delà le moindre rendement de fission. (1,09 % × 53,08 pour le prométhium 149) contre (6,4 % × 6,58 pour l'iode 135). Les concentrations à l'équilibre sont respectivement dans le même rapport.
- Les effets en réactivité nucléaire sont moindres car la section efficace de capture du samarium 149 (40 140 barns) est très inférieure celle du xénon 135 (2 650 000 barns), ceci malgré les quantités plus importantes de samarium 149 et de prométhium 149 [Note 1] que de xénon 135 et d'iode 135 présentes dans le réacteur dans le cours du fonctionnement.

## Quelques équations
On se propose de retrouver les ordres de grandeur de l'empoisonnement en samarium dans le cas d'un réacteur de caractéristiques proches d'un REP 900 MWe en résolvant les équations du phénomène.
Les relations modélisant les concentrations et effet en réactivité sont formellement les mêmes que dans le cas du couple iode 135/xénon 135, elles sont toutefois un peu plus simples.
On évalue en un premier temps les quantités de prométhium et de samarium formées en fonction du flux (donc de la puissance du réacteur), on apprécie ensuite l'effet négatif sur la réactivité du cœur apporté par le samarium.
Les données et notations sont celles des articles flux neutronique et empoisonnement au xénon
| Grandeur physique                   | Notation | Valeur  | Unité  | Grandeur physique                                  | Notation                                                                                              | Valeur         | Unité   |
| ----------------------------------- | -------- | ------- | ------ | -------------------------------------------------- | --- | -------------- | ------- |
| Puissance thermique du cœur         | W        | 2 785   | MW     | Température moyenne de l'eau primaire dans le cœur | Tm | 304,5          | °C      |
| Masse d’uranium                     | MU       | 72 367  | kg     | Flux neutronique thermique                         | {\displaystyle \Phi }                                                                                 |                | n/cm2/s |
| Enrichissement moyen en uranium 235 |          | 2,433 % | ss dim | Flux neutronique thermique à l'équilibre           | Φo | 3,2 × 1013     | n/cm2/s |
| Volume du cœur                      |          | 26,571  | m3     | Concentration en prométhium 149                    | P |                | at/cm3  |
|                                     |          |         |        | Concentration en en prométhium 149 à l'équilibre = | {\displaystyle \scriptstyle P_{o}={\gamma _{p}\times \Sigma _{f} \over \lambda _{p}}\times \Phi _{o}} | 9,461 3 × 1015 | at/cm3  |
|                                     |          |         |        | Concentration en samarium 149                      | S |                | at/cm3  |
|                                     |          |         |        | Concentration en samarium 149 à l'équilibre        | So |                | at/cm3  |

| Grandeur physique                                                                                  | Notation                     | Valeur        | Unité  | Grandeur physique                                                                      | Notation                     | Valeur        | Unité  |
| -------------------------------------------------------------------------------------------------- | ---------------------------- | ------------- | ------ | -------------------------------------------------------------------------------------- | ---------------------------- | ------------- | ------ |
| Rendement de fission du néodyme 149                                                                | {\displaystyle \gamma _{p}}  | 0,010 9       | ss dim | Masse d’uranium 235 = 72 367 × 2,433 %                                                 | MU5                          | 1 760,93      | kg     |
| |                              |               |        | Masse d'eau primaire dans le cœur                                                      |                              | 11 073,8      | kg     |
| Période du prométhium 149 = 53,08 h                                                                |                              | 191 088       | s      | Concentration des atomes d'uranium 235 dans le cœur                                    | U5                           |               | at/cm3 |
| Constante radioactive du prométhium 149 = ln(2)/(53,08 × 3 600)                                    | {\displaystyle \lambda _{p}} | 3,627 × 10−6  | s−1    | Concentration des atomes d'hydrogène dans le cœur                                      | H                            |               | at/cm3 |
| |                              |               |        | Masse de zirconium dans le cœur                                                        |                              | 19 096        | kg     |
| |                              |               |        | Concentration des atomes d'oxygène du modérateur dans le cœur                          | Om                           |               | at/cm3 |
| Section efficace microscopique de capture d'un neutron par le prométhium 149 = 1 350 barns         | {\displaystyle \sigma _{p}}  | 1 350 × 10−22 | cm2    | Facteur de fissions rapides                                                            | {\displaystyle \varepsilon } | 1,07          | ss dim |
| Section efficace microscopique de capture d'un neutron par le samarium 149                         | {\displaystyle \sigma _{s}}  | 4,041 × 10−20 | cm2    | Section efficace microscopique de fission thermique de l'uranium 235 = 579,5 barns     | {\displaystyle \sigma _{f}}  | 5,795 × 10−22 | cm2    |
| |                              | '             | cm2    | Section efficace macroscopique de fission thermique                                    | {\displaystyle \Sigma _{f}}  | 0,098 40      | cm−1   |
| Section efficace macroscopique de capture d'un neutron par le samarium 149                         | {\displaystyle \Sigma _{s}}  |               | cm−1   | Section efficace macroscopique d'absorption d'un neutron thermique dans le combustible | {\displaystyle \Sigma _{u}}  |               | cm−1   |
| Section efficace microscopique de fission de l'uranium 235 =                                       | {\displaystyle \sigma _{u}}  | 579,5         | barn   | Concentration des atomes de zirconium dans le cœur                                     | Zr                           |               | at/cm3 |
| Section efficace microscopique d'absorption par l'uranium 235 =                                    | {\displaystyle \sigma _{a}}  | 679,9         | barn   | Facteur d'utilisation thermique avant empoisonnement samarium                          | f                            |               | ss dim |
| Section efficace microscopique de capture d'un neutron thermique par l'oxygène = 0,267 × 10−3 barn | {\displaystyle \sigma _{o}}  | 0,267 × 10−27 | cm2    | Facteur d'utilisation thermique après empoisonnement samarium                          | f'                           |               | ss dim |
| Section efficace microscopique de capture d'un neutron thermique par le zirconium = 0,182 barn     | {\displaystyle \sigma _{z}}  | 0,182 × 10−24 | cm2    | Réactivité du cœur avant empoisonnement samarium 149                                   | {\displaystyle \rho }        |               | pcm    |
| Section efficace macroscopique de capture d'un neutron thermique dans le modérateur                | {\displaystyle \Sigma _{m}}  |               | cm−1   | Réactivité du cœur après empoisonnement samarium                                       | {\displaystyle \rho '}       |               | pcm    |
| Section efficace microscopique de capture d'un neutron thermique par l'hydrogène = 0,332 barn      | {\displaystyle \sigma _{h}}  | 0,332 × 10−24 | cm2    | Concentration des atomes d'oxygène du combustible dans le cœur                         | Ou                           |               | at/cm3 |
| Section efficace microscopique de capture d'un neutron thermique par l'uranium 238 = 2,72 barns    | {\displaystyle \sigma _{8}}  | 2,72 × 10−24  | cm2    |                                                                                        |                              |               |        |

### Évolution de la quantité de prométhium
- Lors d'un démarrage et d'une montée en puissance de quelques dizaines de minutes[Note 4], suivie d'un palier, à partir d'une situation cœur vierge sans prométhium ni samarium, le prométhium atteint sa valeur d'équilibre au bout d'un temps de l'ordre de :

{\displaystyle {\frac {p{\acute {e}}riode}{\ln(2)}}~=~{\frac {1}{\lambda _{p}}}~=~76{,}6\;{\rm {h}}}
- La concentration à l'équilibre s'écrit :

| {\displaystyle P_{o}={\gamma _{p}\times \Sigma _{f} \over \lambda _{p}+\sigma _{p}\times \Phi _{o}}\times \Phi _{o}\approxeq {\gamma _{p}\times \Sigma _{f} \over \lambda _{p}}\times \Phi _{o}=9{,}461\times 10^{15}\;{\rm {at/cm^{3}}}} |

- On peut voir que la concentration à l'équilibre est proportionnelle à la valeur du flux ; plus le flux est élevé plus il y a de prométhium.
- La fonction générale donnant P(t) est la suivante :

{\displaystyle P(t)=P_{o}\times (1-\mathrm {e} ^{-\lambda _{p}\times t})} 
{\displaystyle P(t)={\gamma _{p} \over \lambda _{p}}\times \Sigma _{f}\times \Phi _{o}\times (1-\mathrm {e} ^{-\lambda _{p}\times t})} 

Si le flux est variable, on remplace Φo par Φ(t)

{\displaystyle P(t)={\gamma _{p} \over \lambda _{p}}\times \Sigma _{f}\times \Phi (t)\times (1-\mathrm {e} ^{-\lambda _{p}\times t})}
- À noter que la concentration à l'équilibre du prométhium 149 est supérieure à celle de l'iode 135, en effet :

Concentration à l'équilibre en iode 135 : {\displaystyle I_{o}={\gamma _{i} \over \lambda _{i}}\times \Sigma _{f}\times \Phi _{o}}
Concentration à l'équilibre en prométhium 149 : {\displaystyle P_{o}={\gamma _{p} \over \lambda _{p}}\times \Sigma _{f}\times \Phi _{o}}
Rapport : {\displaystyle {P_{o} \over I_{o}}={\gamma _{p} \over \gamma _{i}}\times {\lambda _{i} \over \lambda _{p}}={0,0109 \over 0,064}\times {2{,}926\times 10^{-5} \over 3{,}627\times 10^{-6}}=1{,}374}
Il y a 1,4 fois plus de prométhium 149 que d'iode 135 dans le cœur à l'équilibre

### Évolution de la quantité de samarium 149
- Lors d'un démarrage et d'une montée en puissance de quelques dizaines de minutes suivie d'un palier, à partir d'une situation cœur vierge sans prométhium ni samarium, le samarium atteint sa valeur d'équilibre au bout d'un temps supérieur à celui du prométhium ; dit de façon simpliste, il faut attendre que le prométhium ait atteint un régime stable pour que le samarium soit à l'équilibre.
- La concentration à l'équilibre s'écrit :

| {\displaystyle S_{o}={\gamma _{p}\times \Sigma _{f} \over \sigma _{s}}=2{,}654\,2\times 10^{16}\;{\rm {at/cm^{3}}}} |

- La concentration en samarium à l'équilibre ne dépend pas du flux. Ce résultat est à rapprocher de celui concernant le prométhium dont la concentration est proportionnelle au flux. Plus le flux est élevé plus la quantité de prométhium est élevée en valeur relative devant celle de samarium conduisant à un effet d'empoisonnement accru lors de l'arrêt du réacteur
- Le rapport des concentrations en prométhium et samarium s'écrit :

{\displaystyle {P_{o} \over S_{o}}={{\gamma _{p}\times \Sigma _{f}\times \Phi _{o} \over \lambda _{p}} \over {\gamma _{p}\times \Sigma _{f} \over \sigma _{s}}}={\sigma _{s} \over \lambda _{p}}\times \Phi _{o}} 

σs, λp sont des constantes physiques le rapport Po / So dépend du dessin du réacteur considéré uniquement par la valeur du flux lequel est inversement proportionnel à la quantité de matière fissile présente dans le cœur. Plus l'usure du combustible est importante plus la quantité de prométhium à l'équilibre est importante par rapport au samarium présent dans le cœur conduisant à un effet d'empoisonnement post arrêt du réacteur augmenté.
- Il est également intéressant de comparer la concentration en samarium avec celle du xénon :

La concentration en xénon à l'équilibre s'écrit :
{\displaystyle X_{o}={(\gamma _{i}+\gamma _{x})\times \Sigma _{f}\times \Phi _{o} \over \lambda _{x}+\sigma _{x}\times \Phi _{o}}} 

Si le flux augmente la concentration en xénon à l'équilibre plafonne vers la valeur :
{\displaystyle X_{omax}={(\gamma _{i}+\gamma _{x})\times \Sigma _{f} \over \sigma _{x}}} 

qui ne dépend pas du flux. 

Le rapport So / Xomax vaut :
{\displaystyle {So \over X_{omax}}={{\gamma _{p}\times \Sigma _{f} \over \sigma _{s}} \over {(\gamma _{i}+\gamma _{x})\times \Sigma _{f} \over \sigma _{x}}}={\gamma _{p} \over \gamma _{i}+\gamma _{x}}\times {\sigma _{x} \over \sigma _{s}}={0{,}0109 \over 0{,}004+0{,}064}\times {2{,}65\times 10^{6} \over 40\,140}=10{,}582}
Dans un réacteur à l'équilibre il y a près de 10 fois plus de samarium 149 que de xénon 135, en dépit de cela l'anti-réactivité du xénon est 2,85 fois plus importante.
- La fonction générale donnant S(t) s'écrit :

{\displaystyle S(t)=S_{o}\times \left[\left(1+{\lambda _{p} \over \sigma _{s}\times \Phi _{o}-\lambda _{p}}\right)\times \mathrm {e} ^{-\sigma _{s}\times \Phi _{o}\times t}-{\sigma _{s}\times \Phi _{o} \over \sigma _{s}\times \Phi _{o}-\lambda _{p}}\times \mathrm {e} ^{-\lambda _{p}\times t}\right]}
dans laquelle So est la valeur à l'équilibre. 

Si le flux est variable, on remplace Φo par Φ(t)
Si Φ(t) reste constant, le deuxième terme de l'équation converge vers la valeur 1.
- En pratique dans les simulateurs d'entrainement du personnel d'exploitation des réacteurs on retient une modélisation simplifiée dans laquelle seules les concentrations à l'équilibre du prométhium et du samarium en fonction du flux (donc de la puissance thermique) sont modélisées.

### Empoisonnement du réacteur par le samarium - Effet en réactivité
- Pour un flux initial de 3,2 × 1013 n/cm2/s typique d'un réacteur à eau pressurisée, l'empoisonnement dû au samarium après un fonctionnement prolongé en puissance stable vaut environ 1 300 pcm. L'anti-réactivité supplémentaire apporté par la désintégration du prométhium 149 après un arrêt est de l'ordre de 460 pcm ; cette perte est proportionnelle au flux, et peut avoir des valeurs plus élevées dans le cas d'un réacteur à haut flux.
- Le réacteur doit être conçu pour disposer d'une marge en réactivité suffisante (retrait des barres de contrôle ou dilution du poison soluble) pour pouvoir être redémarré sans problème après un arrêt qui peut toujours être nécessaire de façon inopinée. Le délai procuré par la décroissance du prométhium 149 (plus de 72 heures) peut permettre un redémarrage intermédiaire, toutefois, la décroissance du xénon 135 qui intervient entretemps au bout de 24 heures environ procure en pratique un gain de réactivité plus important que la perte due au samarium 149.
- Parmi les 4 facteurs de la formule {\displaystyle k_{\infty }=\varepsilon \times \eta \times p\times f}, c'est le facteur f qui est concerné par la présence du samarium 149 formé

Cœur vierge avant empoisonnement : {\displaystyle f={\Sigma _{u} \over \Sigma _{u}+\Sigma _{m}}}
Après empoisonnement {\displaystyle f'={\Sigma _{u} \over \Sigma _{u}+\Sigma _{m}+\Sigma _{s}}}
{\displaystyle {f' \over f}=0{,}992\,60={k_{eff'} \over k_{eff}}={\mathrm {e} ^{\rho '} \over \mathrm {e} ^{\rho }}=\mathrm {e} ^{\rho '-\rho }}
{\displaystyle \rho '-\rho =100\,000\times \ln(0{,}992\,60)=-742\;{\rm {pcm}}}
soit donc un effet environ 4,9 fois moindre que dans le cas du xénon
- Après arrêt du réacteur la concentration en samarium se trouve augmentée de la valeur de la concentration en prométhium à l'équilibre ; l'empoisonnement en samarium augmente de 264 pcm. On peut voir que le surcroît d'empoisonnement en samarium est inférieur à l'effet de « pic » xénon.